# Geschichte der Katze mit der Maus

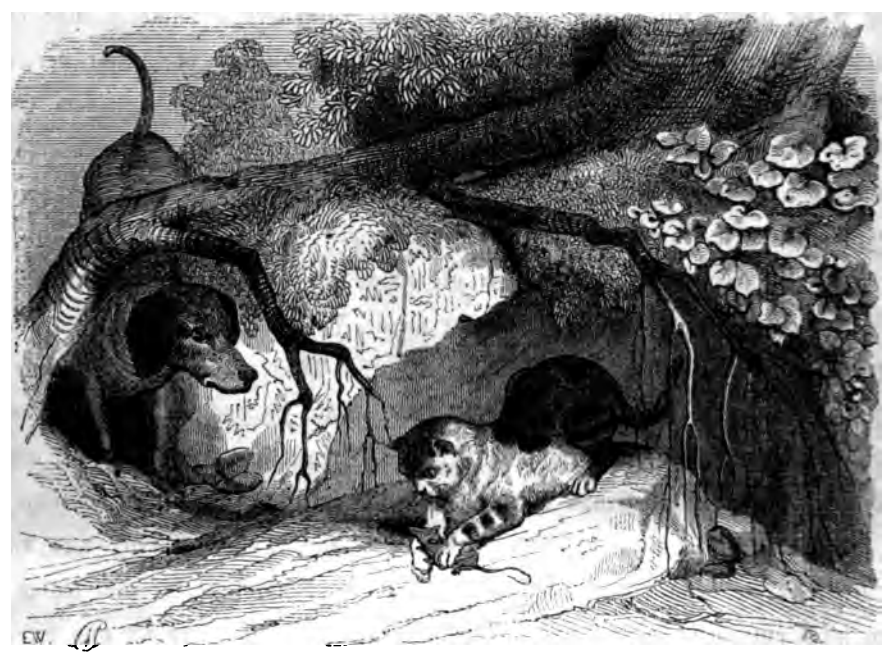
Geschichte der Katze und Maus, in Gustav Weil: Tausendundeine Nacht, Band 3, 1839.

Die Geschichte der Katze mit der Maus ist ein orientalisches Märchen aus den Geschichten aus Tausendundeiner Nacht. Es ist in der Arabian Nights Encyclopedia als ANE 237 gelistet, und als Schachtelgeschichte Teil der größeren Geschichte des Königs Kalad und seines Wesirs Schimas.
Die Fabel-Kurzgeschichte erzählt, von einer Begegnung zwischen einer Katze und einer Maus.

## Handlung
Einst ging eine Katze in der Nacht auf die Jagd, doch sie fand auf den Wiesen keine Beute. Da es heftig regnete, suchte sie einen trockenen Zufluchtsort und ging auf ein Loch zu, das sich in der Wurzel eines Baumes befand. Dort roch sie eine Maus, die die Katze rechtzeitig bemerkte und die Öffnung mit Erde versiegelte. Die Katze miaute kläglich und fragte die Maus, wie sie sie draußen in der Kälte stehen lassen könne. Zwischen der Maus und der Katze entspannt sich ein Dialog, bis die skeptische Maus von Gottesfurcht ergriffen und im guten Glauben ihren natürlichem Feind in ihr Loch herein lässt, damit sie Schutz vor dem Regen suchen kann. Kurz darauf versucht die Katze die Maus zu fressen. Doch dann kommt ein Jäger mit Jagdhunden daher, und einer der Hunde, im Glauben, dass es bei der Katze sich um einen Fuchs handelt, packt sie, zieht sie aus dem Loch heraus und zerfleischt sie. So bestätigte sich: wer Mitleid hat, der wird auch (von Gott) bemitleidet; wer unrecht handelt, dem geschieht auch Unrecht.

## Hintergrund
Die Fabel findet sich in den arabischen Druckausgaben des 19. Jahrhunderts. Gustav Weil nutze die Breslauer und Bulaq-Edition, Richard Francis Burton und Enno Littmann die Kalkutta-II-Edition für ihre Sammlungen.

## Ausgaben
- Gustav Weil: Tausend und eine Nacht – Arabische Erzählungen, Karl Müller Verlag, Erlangen 1984 (Originalausgabe: 1839, auf Grundlage der Bulaq-Edition), Band 4, S. 6–8.
- Enno Littmann: Die Erzählungen aus den tausendundein Nächten, Insel Verlag, Frankfurt 1968, Band 6, S. 10–14 (Kalkutta-II-Edition).